# Forcipomyia beckae
Forcipomyia beckae är en tvåvingeart som beskrevs av Wirth 1976. Forcipomyia beckae ingår i släktet Forcipomyia och familjen svidknott.
Artens utbredningsområde är Florida. Inga underarter finns listade i Catalogue of Life.